# Isabella Ochichi
Isabella Bosibori Ochichi, kenijska atletinja, * 28. oktober 1979, Keroka, Kenija.
Nastopila je na poletnih olimpijskih igrah leta 2004 in osvojila srebrno medaljo v teku na 5000 m. Na igrah Skupnosti narodov je leta 2006 osvojila zlato medaljo v isti disciplini.